# Lenka Kotková
| 7670 Kabeláč           | 20 agosto 1995    |
| 7849 Janjosefrič       | 18 aprile 1996    |
| 7897 Bohuška           | 12 marzo 1995     |
| 8217 Dominikhašek      | 21 aprile 1995    |
| 8229 Kozelský          | 28 dicembre 1996  |
| 8557 Šaroun            | 23 luglio 1995    |
| 9449 Petrbondy         | 4 novembre 1997   |
| 9671 Hemera            | 5 ottobre 1997    |
| 10173 Hanzelkazikmund  | 21 aprile 1995    |
| 10215 Lavilledemirmont | 20 settembre 1997 |
| 10626 Zajíc            | 10 gennaio 1998   |
| 10634 Pepibican        | 8 aprile 1998     |
| 10919 Pepíkzicha       | 10 gennaio 1998   |
| 11101 Českáfilharmonie | 17 settembre 1995 |
| 11201 Talich           | 13 marzo 1999     |
| 11325 Slavický         | 17 settembre 1995 |
| 11326 Ladislavschmied  | 17 settembre 1995 |
| 11333 Forman           | 20 aprile 1996    |
| 11408 Zahradník        | 13 marzo 1999     |
| 11598 Kubík            | 22 luglio 1995    |
| 11736 Viktorfischl     | 19 agosto 1998    |
| 12002 Suess            | 19 marzo 1996     |
| 12006 Hruschka         | 20 luglio 1996    |
| 12051 Pícha            | 2 maggio 1997     |
| (12054) 1997 TT9       | 5 ottobre 1997    |
| 12468 Zachotín         | 14 gennaio 1997   |
| 13226 Soulié           | 20 settembre 1997 |
| 13406 Sekora           | 2 ottobre 1999    |
| 14124 Kamil            | 28 agosto 1998    |
| 14550 Lehký            | 27 ottobre 1997   |
| 14980 Gustavbrom       | 5 ottobre 1997    |
| 15382 Vian             | 20 settembre 1997 |
| 15392 Budějický        | 11 ottobre 1997   |
| 15403 Merignac         | 9 novembre 1997   |
| 15898 Kharasterteam    | 26 agosto 1997    |
| 15902 Dostál           | 13 settembre 1997 |
| 15917 Rosahavel        | 28 ottobre 1997   |
| 15925 Rokycany         | 10 novembre 1997  |
| 17600 Dobřichovice     | 18 settembre 1995 |
| 17625 Joseflada        | 14 gennaio 1996   |
| 18460 Pecková          | 5 agosto 1995     |
| 18838 Shannon          | 18 luglio 1999    |
| 19291 Karelzeman       | 6 giugno 1996     |
| 19364 Semafor          | 21 settembre 1997 |
| 20496 Jeník            | 22 agosto 1999    |
| 20497 Mařenka          | 4 settembre 1999  |
| 21229 Sušil            | 22 settembre 1995 |
| 21655 Niklauswirth     | 8 agosto 1999     |
| 21664 Konradzuse       | 4 settembre 1999  |
| 21801 Ančerl           | 2 ottobre 1999    |
| 21804 Václavneumann    | 4 ottobre 1999    |
| 21985 Šejna            | 2 dicembre 1999   |
| 22505 Lewit            | 19 ottobre 1997   |
| 22697 Mánek            | 7 settembre 1998  |
| 23583 Křivský          | 22 settembre 1995 |
| 23648 Kolář            | 1 febbraio 1997   |
| 24046 Malovany         | 2 ottobre 1999    |
| 24829 Berounurbi       | 22 settembre 1995 |
| 24967 Frištenský       | 14 gennaio 1998   |
| 25358 Boskovice        | 2 ottobre 1999    |
| 26897 Červená          | 5 agosto 1995     |
| 26986 Čáslavská        | 4 novembre 1997   |
| 27132 Ježek            | 11 dicembre 1998  |
| 27344 Vesevlada        | 26 febbraio 2000  |
| 27960 Dobiáš           | 21 settembre 1997 |
| 27974 Drejsl           | 19 ottobre 1997   |
| 27978 Lubosluka        | 29 ottobre 1997   |
| 27986 Hanuš            | 4 novembre 1997   |
| 28019 Warchal          | 14 gennaio 1998   |
| 28107 Sapar            | 22 settembre 1998 |
| 29419 Mládková         | 13 gennaio 1997   |
| 29456 Evakrchová       | 24 settembre 1997 |
| 29471 Spejbl           | 27 ottobre 1997   |
| 29472 Hurvínek         | 27 ottobre 1997   |
| 29473 Krejčí           | 21 ottobre 1997   |
| 29484 Honzaveselý      | 9 novembre 1997   |
| 29528 Kaplinski        | 10 gennaio 1998   |
| 31324 Jiřímrázek       | 27 aprile 1998    |
| 33058 Kovařík          | 22 ottobre 1997   |
| 35237 Matzner          | 23 agosto 1995    |
| 35367 Dobrédílo        | 28 ottobre 1997   |
| 35356 Vondrák          | 25 settembre 1997 |
| 35459 Klaurieger       | 27 febbraio 1998  |
| 36174 Podolský         | 23 settembre 1999 |
| 36184 Pavelbožek       | 14 ottobre 1999   |
| 36226 Mackerras        | 31 ottobre 1999   |
| 36235 Sergebaudo       | 1 novembre 1999   |
| 37939 Hašler           | 16 aprile 1998    |
| 38674 Těšínsko         | 9 agosto 2000     |
| 39802 Ivanhlinka       | 29 ottobre 1997   |
| 40410 Příhoda          | 4 settembre 1999  |
| 46722 Ireneadler       | 2 settembre 1997  |
| 48782 Fierz            | 20 settembre 1997 |
| 49110 Květafialová     | 16 settembre 1998 |
| 51261 Holuša           | 13 maggio 2000    |
| 58440 Zdeněkstuchlík   | 21 aprile 1996    |
| 58578 Žídek            | 24 settembre 1997 |
| 58579 Ehrenberg        | 24 settembre 1997 |
| 60000 Miminko          | 2 ottobre 1999    |
| 60001 Adélka           | 4 ottobre 1999    |
| 60008 Jarda            | 14 ottobre 1999   |
| 72447 Polińska         | 16 febbraio 2001  |
| 80179 Václavknoll      | 1 novembre 1999   |
| 81971 Turonclavere     | 22 agosto 2000    |
| 82464 Jaroslavboček    | 21 luglio 2001    |
| 90936 Neronet          | 11 ottobre 1997   |
| 90937 Josefdufek       | 11 ottobre 1997   |
| 98127 Vilgusová        | 24 settembre 2000 |
| 100308 ČAS             | 21 aprile 1995    |
| 131181 Žebrák          | 15 febbraio 2001  |

Lenka Kotková, da nubile Šarounová (Dobřichovice, 26 luglio 1973), è un'astronoma ceca.

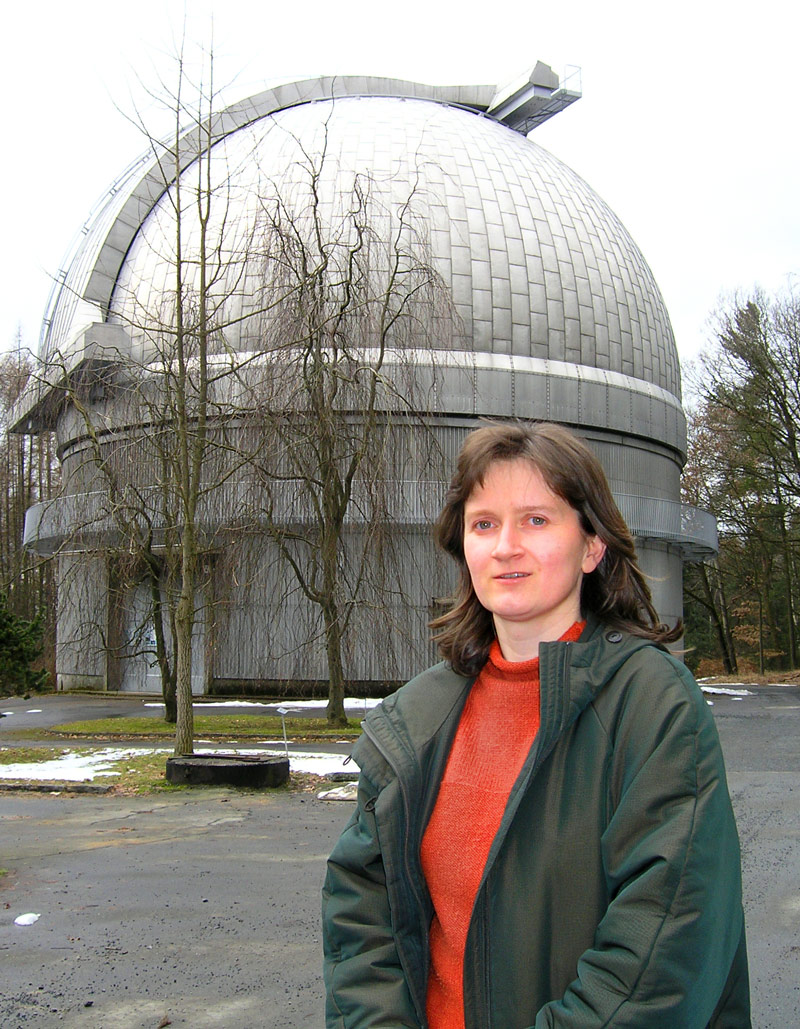
Lenka Kotková di fronte all'osservatorio di Ondřejov.

Laureatasi in meteorologia alla Università Carolina di Praga, ha successivamente iniziato a lavorare presso l'Osservatorio di Ondřejov, nei pressi dell'omonima cittadina della Repubblica Ceca, dove tuttora opera. I suoi compiti principali riguardano lo sviluppo di dati derivati da osservazioni spettroscopiche e fotometriche.
Il suo lavoro concerne la scoperta e la classificazione di asteroidi del sistema solare: a partire dal 1995, insieme ai suoi colleghi Petr Pravec e Peter Kušnirák, ha descritto quasi un centinaio di corpi celesti tra i quali l'asteroide areosecante 9671 Hemera e l'asteroide 21804 Václavneumann della famiglia Hilda.
Il Minor Planet Center le accredita le scoperte di duecentosessantadue asteroidi effettuate tra il 1995 e il 2003, in parte in condivisione con altri astronomi: Ales Kolář, Peter Kušnirák, Jean Montanne, Petr Pravec, Luděk Vašta, Marek Wolf.
Le è stato dedicato l'asteroide 10390 Lenka.
Nel 2000 è stata insignita del premio "Zdeněk Kvíz Award" da parte della Società Astronomica Ceca, per il suo lavoro nella ricerca di stelle variabili.